# Audan Qarassai
Der Audan Qarassai (kasachisch Қарасай ауданы Qarassai audany, russisch Карасайский район Karassaiski rajon) ist ein Bezirk im Gebiet Almaty in Kasachstan.

## Geschichte
Der Bezirk wurde am 31. Januar 1929 unter dem Namen Rajon Kalinin, benannt nach Michail Kalinin, aus Teilen des Rajon Ile gebildet. Verwaltungszentrum des Bezirks war der Ort Kaskelen. Am 16. November 1933 wurde der Bezirk aufgelöst und sein Gebiet auf den Rajon Ile und den Rajon Enbekschi-Kasak aufgeteilt. Am 9. Januar 1935 wurde der Bezirk erneut als Rajon Kaskelen gegründet. 1957 wurden Teile des aufgelösten Rajon Alma-Ata dem Bezirk angegliedert.
Nach der Unabhängigkeit Kasachstans von der Sowjetunion wurde der Bezirk am 3. September 1998 auf Initiative des damaligen Präsidenten Nursultan Nasarbajew in Audan Qarassai umbenannt. Benannt wurde er dabei nach Qarassai batyr, einem kasachischen Krieger aus dem 17. Jahrhundert. Seit 1998 verlor der Bezirk mehrmals Teile seines Territoriums an die Stadt Almaty. So mussten bis einschließlich 2014 insgesamt rund 290 Quadratkilometer dichtbesiedeltes Gebiet an Almaty abgegeben werden.

## Bevölkerung
Bei der Volkszählung 1999 hatte der Audan Qarassai 154.602 Einwohner. Die Volkszählung 2009 ergab für den Bezirk eine Einwohnerzahl von 184.356. Bei der letzten Volkszählung 2021 lebten 307.870 Menschen im Audan Qarassai. Die Fortschreibung der Bevölkerungszahl ergab zum 1. Januar 2025 eine Einwohnerzahl von 354.410.
| Einwohnerentwicklung               | Einwohnerentwicklung | Einwohnerentwicklung | Einwohnerentwicklung | Einwohnerentwicklung | Einwohnerentwicklung | Einwohnerentwicklung | Einwohnerentwicklung |
| 1939                               | 1959                 | 1970                 | 1979                 | 1989                 | 1999                 | 2009                 | 2021                 |
| ---------------------------------- | -------------------- | -------------------- | -------------------- | -------------------- | -------------------- | -------------------- | -------------------- |
| 25.489                             | 94.751               | 129.048              | 152.835              | 176.753              | 154.602              | 184.356              | 307.870              |
| Anmerkung: Volkszählungsergebnisse |                      |                      |                      |                      |                      |                      |                      |

## Verwaltungsgliederung
Der Audan Qarassai ist in elf ländliche Bezirke (kasachisch Ауылдық округ Auyldyq okrug; russisch Сельский округ Selski okrug) gegliedert (Stand: 2021).
| Ländlicher Kreis | Einwohner | Einwohner | Orte                                                                                           |
| Ländlicher Kreis | 2009      | 2021      | Orte                                                                                           |
| ---------------- | --------- | --------- | ---------------------------------------------------------------------------------------------- |
| Äitei            | 7.394     | 15.385    | Äitei, Jengbekschi, Ormanschar, Qumaral, Sauynschy, Üschterek                                  |
| Irgeli           | 15.313    | 32.792    | Irgeli, Kemertoghan, Köksai                                                                    |
| Jeltai           | 9.066     | 20.527    | Aqsenggir, Bereke, Issajewo, Jeltai, Kökösek, Köktoghan, Qaratöbe, Scharmuchambet, rsd. 71     |
| Perwomai         | 4.908     | 7.346     | Bekbolat Äschekejew, Qainar, Sauynschy                                                         |
| Qaskeleng        | 58.513    | 79.522    | Qaskeleng, Köktöbe                                                                             |
| Rajymbek         | 25.391    | 34.585    | Abai, Bulaqty, Dolan, Kescheni, Qumtoghan, Qyrghauyldy, Rajymbek, Schangaturmys                |
| Schamalghan      | 13.704    | 28.660    | Aiqym, Schamalghan                                                                             |
| Schambyl         | 9.126     | 20.494    | Batan, Qoschmämbet, Schambyl, Ulan                                                             |
| Schandossow      | 8.692     | 11.216    | Qairat, Schandossow, Schalqar                                                                  |
| Schibek Scholy   | 20.675    | 41.333    | Köliaschtschy, Qoschmämbet, Qurqudyq, Schekara Ormanschar, Schibek Scholy, Schyngghyldy, Turar |
| Umtyl            | 11.574    | 16.010    | Almalybaq, Merei, Köldi, Schalpaqsai, Sorghy Brigadassy                                        |